# 費米加速
費米加速 有時也稱為“擴散衝擊加速”（費米加速的子類別），是帶電粒子（通常是在磁鏡中）來回反彈時所經歷的加速機制（另請參見「加速離心機制」 ）。 人們認為這是粒子在天體震波中獲得非熱能的主要機制。它在許多天體模型（主要是震波的模型，包括太陽耀斑和超新星殘骸）中有著非常重要的作用。
費米加速有兩種類型：一級費米加速（在震波中）和二級費米加速（在移動磁化雲氣的環境中）。在這兩種情况下，環境都必須無碰撞，才能機制有效。 這是因為費米加速僅適用於能量超過熱能的粒子，與周圍粒子的頻繁碰撞會導致嚴重的能量損失，因此不會產生加速度。

## 一級費米加速
通常在震波的前方和後方都具有移動的磁場不均匀性。考慮帶電粒子通過震波（從上游到下游）傳播的情況。如果它遇到移動的磁場變化，則會用更高的速度被反射（從下游到上游）通過震波。如果粒子回到上游時發生類似過程，它將再次獲得能量。這種多次反射會大幅增加它的能量。結果，經歷此過程的許多粒子，其能譜（假設它們不影響震波的結構）滿足指數律   
{\displaystyle {\frac {dN(\epsilon )}{d\epsilon }}\propto \epsilon ^{-p}}
其中，對於非相對論性震波，譜指數 {\displaystyle p\gtrsim 2} ，且僅取決於震波的壓縮比。   

因為每個震波的能量增加「正比」於震波的速度與光速的比值{\displaystyle \beta _{s}}，所以用「一級」這個詞來描述它。 

### 入射問題
一級費米過程的一個未解之謎是入射問題 。在震波的環境中，只有那些能量超過熱能很多（至少為幾分之一）的粒子才能穿過震波並進入加速的「遊戲」。人們目前尚不清楚，是什麼樣的機制導致粒子最初有夠高的能量來做到這一點。

## 二級費米加速
存在隨機移動的「磁鏡」時，二級費米加速與帶電粒子運動過程中獲得的能量有關。因此，如果磁鏡朝向粒子前進，則粒子最終會在反射時增加能量。如果鏡子後退，則相反。費米（1949）使用了這一概念來解釋宇宙射線的形成方式。在這種情況下，磁鏡是移動的星際磁化雲氣。費米推論，在隨機運動的環境境中，迎頭（head-on）碰撞的可能性大於追尾（head-tail）碰撞的可能性，因此平均而言，粒子會被加速。 現在我們將這種隨機過程稱為二級費米加速，因為每次反彈的平均能量增加取決於反射鏡速度的平方{\displaystyle \beta _{m}^{2}}。但是，從這種物理結構中預期得到的能譜並不像在擴散震波加速的情况下那麼普遍。